# Santa Fe de Nuevo México
Santa Fe de Nuevo México (nota anche semplicemente come Nuevo México o Nuevo Méjico) fu una provincia della colonia spagnola della Nuova Spagna a partire dal 1598. Divenne territorio del Messico durante l'indipendenza di quest'ultimo nel 1821 e poi entrò a far parte degli Stati Uniti nel 1848 durante la presidenza di James Knox Polk in seguito alla guerra messico-statunitense.

## Storia

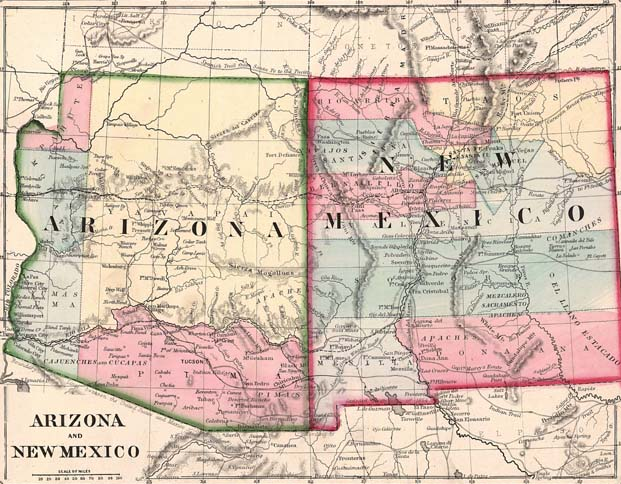
Territorio del Nuovo Messico e Arizona

La provincia fu fondata nel 1598 da Juan de Oñate, che ne divenne successivamente il primo Governatore, durante la sua spedizione verso il nord della Nuova Spagna.
Essa era centrata intorno all'alto bacino del Rio Grande e comprendeva una gran parte dei territori degli attuali stati americani del Nuovo Messico, Texas, Colorado, Arizona, e Utah. 
Nel 1610, il terzo governatore della provincia, Pedro de Peralta, spostò la capitale da Villa de San Gabriel (nota anche come San Gabriel de Yungue-Ouinge), fondata da Juan de Onate, a Santa Fe.
Allo scopo di una migliore gestione amministrativa e militare, la provincia venne divisa in due territori: Rio Arriba a nord e Rio Abajo a sud. Il Rio Arriba (letteralmente in spagnolo "fiume superiore") comprendeva la zona tra Taos e Santa Fe, mentre il Rio Abajo (letteralmente in spagnolo "fiume inferiore") la zona a sud di Santa Fe fino ad Isleta Pueblo. Il confine esatto fra le due regioni non è stato univocamente accertato, ma la mesa di La Bajada, circa 19 miglia a sud di Santa Fe, è generalmente accettato. Il governatore della regione risiedeva a Santa Fe nel Rio Arriba, mentre il suo vice aveva giurisdizione sul territorio del Rio Abajo e risiedeva a Isleta Pueblo.
Nel 1680, a seguito della Rivolta Pueblo, gli spagnoli furono espulsi dalla regione e si ritirano a sud di Paso del Norte (moderna Ciudad Juárez). Essi riconquistarono la regione nel 1692 con Diego de Vargas che ne divenne governatore.
Nel 1777 la provincia entrò a far parte della Comanderia generale delle province interne, posta sotto la giurisdizione della Audiencia Real di Guadalajara.
La provincia rimane sotto il controllo della Spagna fino alla dichiarazione di indipendenza del Messico del 1821, entrando quindi a far parte del Primo Impero messicano. Nel 1824, a seguito della promulgazione della costituzione federale del Messico, il territorio viene associato alla repubblica messicana con lo status di Territorio federale.
Nel 1836, a seguito della rivoluzione texana, che portò alla nascita della Repubblica del Texas, una vasta parte del territorio (in pratica tutta la zona a est del Rio Grande) divenne area di contestazione fra il Messico ed il neonato stato del Texas. Nel 1841 i texani, organizzarono una spedizione che partendo da Austin doveva raggiungere Santa Fe. La spedizione aveva ufficialmente scopi puramente commerciali, ma in realtà aveva lo scopo di riaffermare le pretese texane sul territorio conteso mediante in controllo del tratto finale del cosiddetto Santa Fe Trail, un percorso commerciale sviluppato agli inizi dell'800, che collegava gli insediamenti occidentale degli Stati Uniti in Missouri con il Nuovo Messico. La spedizione venne intercettata dall'esercito messicano che prese prigionieri tutti i membri della spedizione.
Nel 1845, con l'annessione della Repubblica del Texas da parte degli Stati Uniti, la suddetta parte contesa di territorio entrò a far parte degli Stati Uniti. Tale annessione fu la principale causa scatenante della guerra messico-statunitense che si concluse nel 1848 con il trattato di Guadalupe Hidalgo. Con tale trattato l'intero territorio della antica Provincia di Santa Fe de Nuevo México fu ceduto agli Stati Uniti assieme al vicino territorio dell'Alta California.
Dopo la guerra messico-statunitense sorsero una serie di controversie territoriali fra i vari stati e territori ceduti dal Messico agli Stati Uniti. A queste controversie venne posta fine con una serie di leggi note come compromesso del 1850. Mediante queste leggi venne creato il Territorio del Nuovo Messico che comprendeva inizialmente la parte occidentale del futuro stato del Nuovo Messico, più gran parte del futuro stato dell'Arizona e piccole sezioni di Colorado e Nevada. In seguito il territorio si espanse grazie a cessioni territoriali da parte del Texas e all'Acquisto Gadsden (1853). Successivamente la creazione dei Territori del Colorado (febbraio 1861) e dell'Arizona (febbraio 1863) definirono gli attuali confini del Nuovo Messico che il 6 gennaio 1912 divenne il 47º Stato degli Stati Uniti.

## Geografia

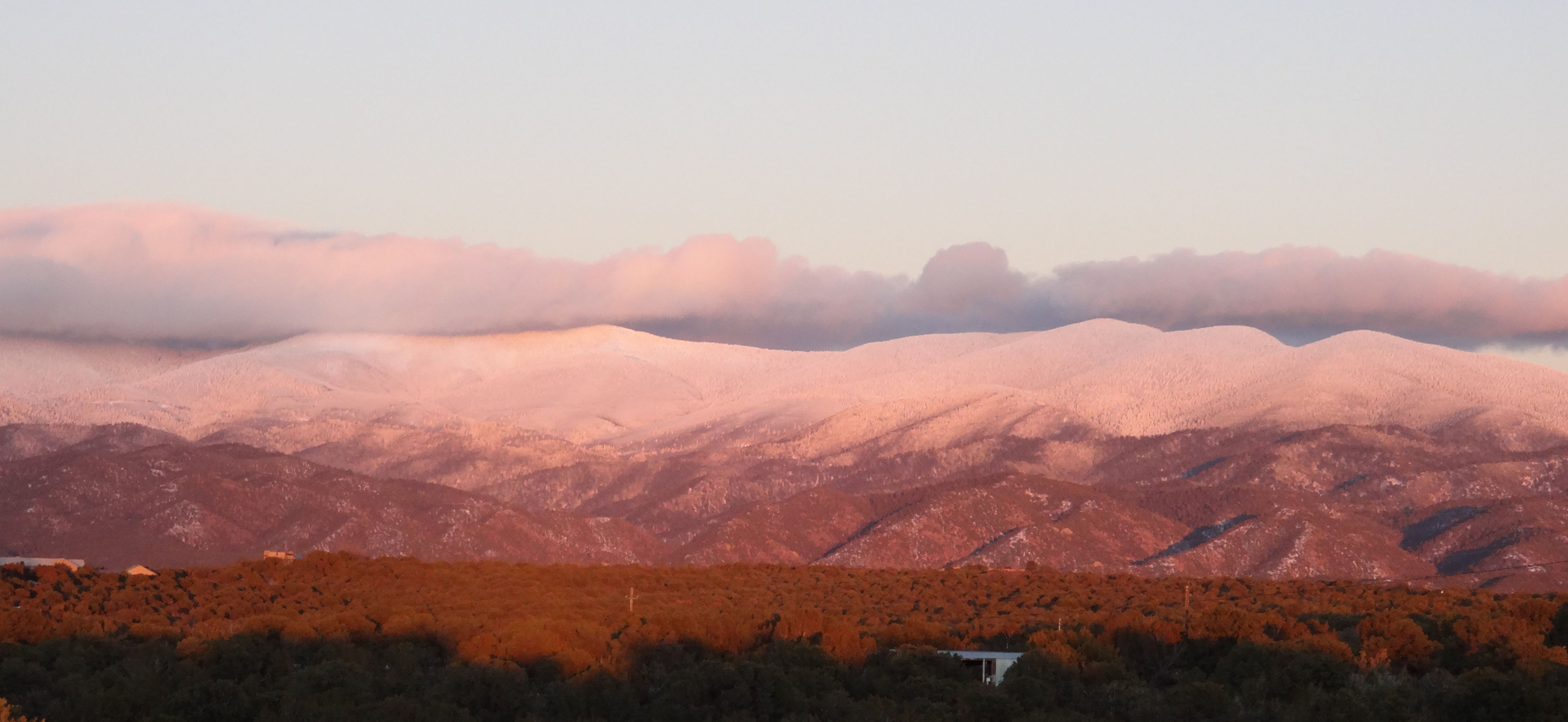
Montagne del Sangre de Cristo a est di Santa Fe: un tramonto invernale dopo una nevicata

### Regioni e Comuni
Molte di queste regioni sono ora contee e aree metropolitane degli Stati Uniti.
- Bernalillo
- Mesilla
- Mora
- Rio Arriba
- Rio Abajo (Santa Fe)
- Santa Ana
- San Miguel
- Socorro
- Taos
- Tiquex (Albuquerque)
- Valencia
- Ysleta (attualmente a nord di El Paso).